# Kanton Lurcy-Lévis
Kanton Lurcy-Lévis (fr. Canton de Lurcy-Lévis) je francouzský kanton v departementu Allier v regionu Auvergne. Tvoří ho devět obcí.

## Obce kantonu
- Château-sur-Allier
- Couleuvre
- Couzon
- Limoise
- Lurcy-Lévis
- Neure
- Pouzy-Mésangy
- Saint-Léopardin-d'Augy
- Le Veurdre